# HD92751
HD92751 — хімічно пекулярна зоря спектрального класу A8, що має видиму зоряну величину в смузі V приблизно  9,1.
Вона  розташована на відстані близько 3706,3 світлових років від Сонця.